# Glaucus (Toreut)
Glaucus war ein antiker römischer Toreut (Metallarbeiter), der während der römischen Kaiserzeit an einem nicht mehr genauer bestimmbaren Ort, aufgrund der Signatur aber wohl im römischen Britannien, tätig war.
Glaucus ist heute nur noch aufgrund einer Signatur auf einem bronzenen imago clipeata, einem schildförmigen Schmuckelement, bekannt. Dieses wurde in Martlesham, Suffolk, England, gefunden und wird seit 1858 im British Museum in London aufbewahrt. Die Signatur mit einer Widmung an den Kriegsgott Mars Corotiacus lautet:

## Einzelbelege
1. ↑  Inventarnummer 1858,0113.1; im Online-Katalog des British Museum
2. ↑  CIL 7, 93a; Roman Inscriptions of Britain.

| Personendaten    | Personendaten                              |
| ---------------- | ------------------------------------------ |
| NAME             | Glaucus                                    |
| KURZBESCHREIBUNG | antiker römischer Toreut                   |
| GEBURTSDATUM     | zwischen 1. Jahrhundert und 3. Jahrhundert |
| STERBEDATUM      | zwischen 1. Jahrhundert und 3. Jahrhundert |